# 笠戸丸
笠戸丸（かさとまる、かさどまる）は、明治時代後期の日露戦争から第二次世界大戦にかけて移民船や漁業工船などに使われた日本の鋼製貨客船である。前身はロシア義勇艦隊の「カザン」。
明治時代後期から昭和初期にかけて、外国航路や台湾航路用の船舶として用いられた。ハワイやブラジルへ移民が開始された時に移民船として使われたことでもよく知られている。
その後漁業工船に改造され、漁業会社を転々とする。最後は、貨客船として最初に籍を置いた国であるロシア帝国の事実上の後継国にあたるソ連軍の手によって、第二次世界大戦終結直前にカムチャツカ沖で爆沈されるといった数奇な運命をたどった。

## 船歴

### 「カザン」
1899年2月17日、太平洋汽船会社が汽船2隻をウィガム・リチャードソン社に発注した。そのうちの一隻、362番船が後の「カザン」、「笠戸丸」である。362番船は1899年9月1日に起工、1900年6月13日に進水して「ポトシ」と命名されたが、その後「ポトシ」はロシア義勇艦隊に売却され、9月には「カザン」と改名された。1900年9月17日、「カザン」はニューカッスルからオデッサへ向けて出航した。
「カザン」はオデッサ・ウラジオストク間の航路に就航し、兵員輸送などを行った。1904年2月3日に兵士を乗せて旅順に入港した「カザン」は同地で日露戦争開戦を迎えた。
1904年2月9日、日本艦隊の砲撃で「カザン」は1発被弾。砲弾は爆発しなかったが、火災が発生した。その後「カザン」は負傷者を受け入れており、7月18日にはジュネーブ条約に準じた赤十字病院船に指定された。11月1日に病院船業務廃止が命じられたが、12月には病院船業務を再開していたようである。12月30日、「カザン」の鋼鉄製ボートに6名が乗り、重要書類を持って旅順を脱出した。

### 「笠戸丸」

#### 「笠戸丸」となる
旅順陥落後、日本海軍は病院船業務廃止の命令書を根拠として「カザン」を戦利品とすることとし、1905年5月12日に日本側は「カザン」を訪れて戦利品とすることを告げ、同日日本船籍となった。その後離礁作業が行われ、6月3日付で「笠戸丸（かさとまる）」と命名、本籍を呉鎮守府と定められた。6月8日、橋本又吉郎中佐以下の回航員の手によって旅順を出港。大連、佐世保を経て6月21日に呉に到着した。
「笠戸丸」は陸軍の引き揚げに使用されることとなり、8月14日に陸軍に供与され、12月から1906年7月までの間に大連・宇品間を少なくとも6回往復した。「笠戸丸」の運航は三井物産合名会社に委託された。
その後、維持費がかかることから日本海軍は「笠戸丸」や同じく戦利品の「楠保丸」は民間に貸し出すことにし、一か月の使用料として「笠戸丸」4200円強、「楠保丸」500円強を払うと申し出た東洋汽船に対して7月17日に両船の維持が命じられた。

#### 移民輸送
東洋汽船に受け取られた「笠戸丸」は長崎から香港へ向かって清国移民を乗せ、それから神戸でハワイへ向かう日本移民を乗せた。さらに横浜でも移民を乗せると、「笠戸丸」は1906年8月30日にハワイへ向け出航した。そのとき「笠戸丸」は1000人程度の移民を乗せていた。この時の航海ではハワイの後、ペルーやチリ北部へ向かっている。
次の航海では「笠戸丸」は香港へ向かった後、1907年1月5日にペルーへ向かう森岡商会と明治移民合資会社扱いの移民452人を乗せて横浜を出港した。この時、清国移民が乗船していたかは不明である。「笠戸丸」は2月8日にカヤオに到着。それからセロ・アスールを経て2月26日にモエンドに着いた。カヤオでは移民の逃亡事件が発生。6人が逃げ去り、3人は復航の「笠戸丸」に密航して日本に戻った。
ホノルルを経て日本に戻った「笠戸丸」は5月8日に神戸から香港へ向かい、香港では清国移民782人を乗せ米穀3000トンを積み込んだ。6月5日、横浜出港。この航海時の熊本移民合資会社提出のメキシコ・イキケ行き渡航者名簿には268人が載っている。「笠戸丸」はサリナクルスへ直行し、それからペルーへ向かった。
続く1907年10月23日横浜発の航海では東洋移民会社と熊本移民会社扱いの294名を運んだ。「笠戸丸」はサリナクルスへ向かい11月下旬に到着したが、7人がトラホームのため上陸できなかった。それから「笠戸丸」はペルー、チリへ向かい、ハワイ経由で日本に戻った。

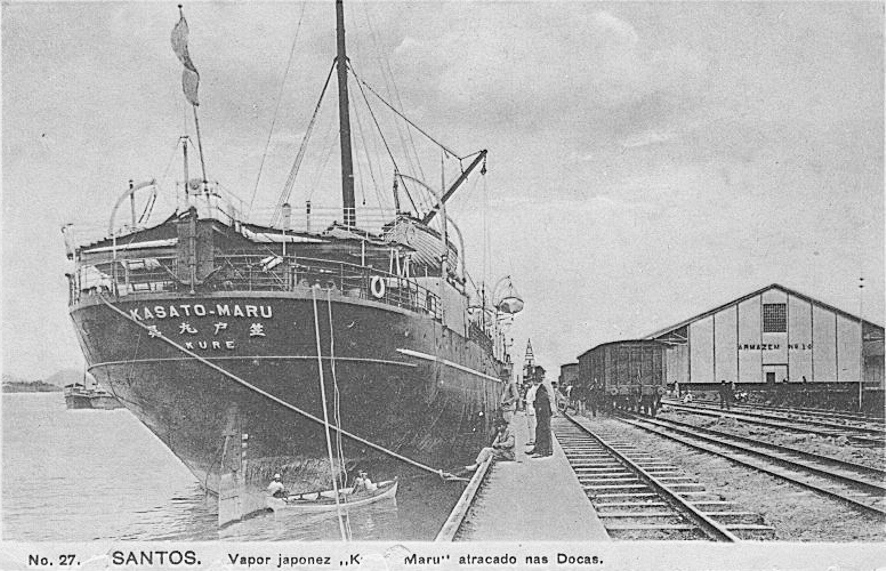
1908年、サントス港にて

1908年、「笠戸丸」はブラジル移民を運ぶ。この移民は皇国殖民会社によるもので、移民781人（人数は資料により差異がある）と皇国殖民会社社長の水野龍らを乗せて「笠戸丸」は4月28日に神戸を出港。シンガポール、ケープタウンなどを経由し、ブラジルへ向かった。サントス到着直前の6月15日には船内で殺人事件が起きたという。「笠戸丸」は6月18日にサントスに到着し、翌日着岸して移民を降ろした。8月26日、「笠戸丸」は横浜に戻った。
12月、「笠戸丸」は海軍に返納された。

#### 台湾航路
大阪商船は1909年に「さくら丸」を台湾航路に投入していたが、同船は動揺が激しいなどの問題があったため、「笠戸丸」を海軍から借りることにした。1910年1月18日から「笠戸丸」は川崎造船所で20万円をかけて客船へと改造されたが、その前の1909年12月29日には速度試験中に帆船と衝突する事故を起こしている。4月8日、「笠戸丸」は台湾航路に就航。神戸・基隆間の定期船となった。
1910年7月4日、門司港で大阪商船の「菱島丸」（29トン）が「笠戸丸」に衝突し沈没する事故が起きた。
1912年3月31日、大阪商船は「笠戸丸」を購入した。
1914年1月15日、「笠戸丸」は門司港で「目尾丸」と「大和丸」に衝突した。
1916年12月29日、「笠戸丸」は南米航路第一船として横浜より出航。神戸、長崎、香港、シンガポール、ダーバン、ケープタウン、リオデジャネイロを経てブエノスアイレスに到着した。神戸出港は1917年1月15日、リオデジャネイロ到着は3月20日であった。同年9月22日には大阪からボンベイへ向かった。以後、1922年まで「笠戸丸」はボンベイ航路に配されている。また、台湾航路で運航された時もあった。
1922年、「笠戸丸」は再度改造された。その後では一等と二等の定員が減少し、三等の定員が増えている。4月24日、台湾航路に正式に復帰。
1923年4月5日、「笠戸丸」は瀬戸内海の小槌島北西で「福栄丸」（113トン）と衝突。1925年5月13日には漁船「三信丸」（114トン）に衝突し、「三信丸」の乗組員1名が行方不明となった。
1924年6月、「笠戸丸」はハワイへ移民を運んだ。
1926年7月、台湾先住民研究家森丑之助が「笠戸丸」船上で行方不明となり、投身自殺したと報じられた。
1927年4月3日基隆発の運航を最後に「笠戸丸」は台湾航路から退いた。

#### 病院船
「笠戸丸」は大連航路へ移り、それから海軍病院船となる。当時中国の情勢が悪化しており、日本海軍は上海や漢口で居留民保護にあたっていたが、当地の衛生状況は良くなかったことから病院船を派遣することにしたのである。「笠戸丸」は病院船にする船の候補であった。
1929年に海軍と大阪商船との間で「笠戸丸」の賃貸契約が結ばれ、5月16日に「笠戸丸」病院長兼第一部長に笹野正人軍医大佐が任命された。「笠戸丸」は呉で病院船へ改装され、7月5日に完成した。7月9日、「笠戸丸」は呉を出港。上海、次いで漢口へ向かい、8月13日に佐世保に戻った。当時の長崎日日新聞には「笠戸丸」は「陸戦隊員の赤痢患者八三名を乗せて」入港したとある。その後も「笠戸丸」は2度上海、漢口へ向かっている。「笠戸丸」の病院船としての任務は10月に終わり、11月中には商船に戻されて大阪商船に返還されたようである。
1929年12月、「笠戸丸」はボンベイへ向かう。しかし、門司出港後の12月30日、後部4番船倉で火災が起きているのが発見された。「笠戸丸」は長崎へ向かったが、火災は3番船倉にも延焼。12月31日午前0時に長崎港外に到着し、1930年1月1日午後1時ごろに鎮火した。積み荷のマッチが船の動揺で発火したことが火災の原因という。
その後は「笠戸丸」は1930年2月までカルカッタ航路で運航された。

#### イワシ工船・蟹工船
1930年4月21日、「笠戸丸」は鹽崎與吉に18万円で売却された。「笠戸丸」は鹽崎と東代清次郎を代表取締役として設立された東洋興業へ現物出資されたようで、同社所属となる。「笠戸丸」はイワシを魚糧へ加工するイワシ工船に改造されたが、漁獲が振るわず、これは失敗に終わった。東洋興業は採算が取れず、解散したという。
1933年には「笠戸丸」は魚糧工船となっている。1935年、「笠戸丸」は沖取工船、サケ・マス工船となった。「沖取」とは公海での漁労のことで、「サケ・マス工船」とはサケやマスを缶詰に加工する船である。「笠戸丸」は新興水産所属となっていたが、1938年に同社がが日本水産に吸収されたことに伴い、「笠戸丸」も日本水産に移った。
1938年から1940年は「笠戸丸」は蟹工船として出漁した。

#### 太平洋戦争
1941年の「笠戸丸」の動きは不明である。同年の母船式蟹漁は休漁となっている。太平洋戦争中の1942年、1943年も「笠戸丸」は出漁した。「笠戸丸」は蟹工船ではなくなり、魚を冷蔵にした。また、塩の輸送にも従事した。
1943年（昭和18年）、水産統制令により日本水産の漁労部門が日本海洋漁業統制として設立されることに伴い移籍。
1944年になると出漁は不可能となった。7月5日、「笠戸丸」はキ五〇四船団に属して小樽より出航。7日に護衛の駆逐艦「薄雲」が、9日には船団の「太平丸」がアメリカ潜水艦に撃沈された。7月17日から「笠戸丸」はカムチャツカにあった日魯漁業の工場をまわり、それから小樽に戻った。当時「笠戸丸」操舵手であった小坂谷寛斌によれば、帰路で戦闘機の機銃掃射を受けて死傷者が出たという。9月にも「笠戸丸」カムチャツカへ赴いた。
1945年5月19日、貨物輸送中の「笠戸丸」は朝鮮鞍馬島の北北西7浬で潜水艦を発見し、25ミリ機銃と8センチ砲で攻撃を行った。宇佐美昇三は、その潜水艦を「ビルフィッシュ」と推定している。

#### 沈没
1945年7月、日魯漁業がカムチャツカで生産するも残されたままになっていたものを取りに行くため、「笠戸丸」は「第二龍寶丸」とともに第五十七号海防艦と第七十五号海防艦の護衛で小樽より出航。8月9日、カムチャツカのウトロ沖で「笠戸丸」は撃沈された。原因についてはソ連による砲撃説、爆薬による爆破説やMBR2飛行艇の爆撃によるとするものなどがある。
8月9日にソ連兵に上陸を命じられた際、病気の作業員1名は船に残されたと言い、その者はおそらく沈没時に死亡。また、徒歩で収容所へ向かわされる途中、1名が死亡した。
1947年10月23日に136名が帰国したが、抑留中に船員7名、作業員8名が死亡した。日魯漁業社員と情報将校2名、通訳1名はシベリアへ連行された。

## 発行物
以下のものに笠戸丸が描かれている。
- 特殊切手「ブラジル移住50年記念」（1958年6月18日発行）
- 記念貨幣「日本ブラジル交流年及び日本人ブラジル移住100周年記念」の500円硬貨（2008年発行）
- 記念切手「日本ブラジル交流年記念切手」（2008年6月18日発行）

## 備考
- 日本海軍では、笠戸の名は択捉型海防艦の海防艦「笠戸」に引き継がれた。
- 時代が下った1970年代に、北洋を航行する笠戸丸の姿が歌謡曲の歌詞に使われたこともある（『石狩挽歌』（なかにし礼作詞・浜圭介作曲。北原ミレイ唄、1975年）。
- 笠戸丸がサントスに初めて移民を送り届けてからちょうど100年後の2008年6月18日に、かしま、うみぎり、あさぎりからなる海上自衛隊の練習艦隊が、移民100周年行事に参加するためサントスに寄港した。

## 参考文献

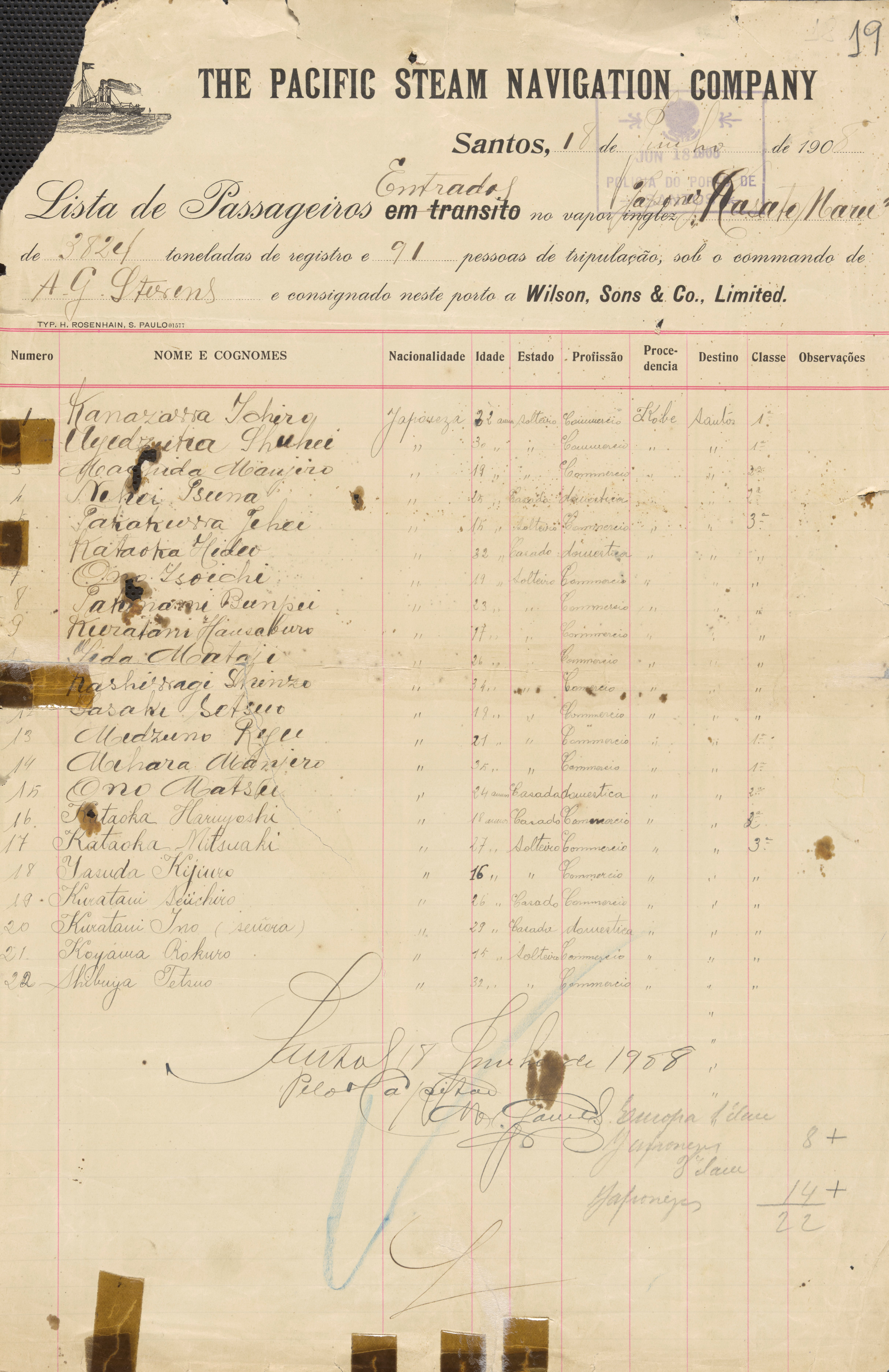